# 阿里夫·法兹拉
阿里夫·法兹拉 （1996年4月20日—），是一名马来西亚职业足球运动员，现效力于马来西亚足球超级联赛的登嘉楼足球俱乐部。同时也代表马来西亚国家足球队，司职后卫。

## 国际生涯
2021年9月23日，阿里夫·法兹拉首次被马来西亚国家足球队，随着国家队训练及约旦和乌兹别克斯坦国家足球队的国际友谊赛。